# Amorphoscelis hamata
Amorphoscelis hamata är en bönsyrseart som beskrevs av Roger Roy 2009. Amorphoscelis hamata ingår i släktet Amorphoscelis och familjen Amorphoscelidae. Inga underarter finns listade i Catalogue of Life.